# 4459 Нусамайбасі
4459 Нусамайбасі (4459 Nusamaibashi) — астероїд головного поясу, відкритий 30 січня 1990 року.
Тіссеранів параметр щодо Юпітера — 3,614.
Названо на честь Нусамайбасі (яп. ぬさまいばし(幣舞橋) нусамайбасі)